# دودی بلومفیلد
دودی بلومفیلد (انگلیسی: Doodie Bloomfield؛ زادهٔ ۸ اوت ۱۹۱۸) ورزشکار بسکتبال اهل کانادا بود. وی در بازی‌های المپیک تابستانی ۱۹۴۸ شرکت کرد.